# Meyronnes
Meyronnes é uma ex-comuna francesa na região administrativa da Provença-Alpes-Costa Azul, no departamento dos Alpes da Alta Provença. Estendeu-se por uma área de 40,59 km². Em 2010 a comuna tinha 120 habitantes (densidade: 3 hab./km²).
Em 1 de janeiro de 2016 foi fundida com a comuna de Larche para a criação da nova comuna de Ubaye-Serre-Ponçon.